# بريندا هوارد
بريندا هوارد (بالإنجليزية: Brenda Howard)‏ هي نسوية ‏ أمريكية، ولدت في 24 ديسمبر 1946 في ذا برونكس في الولايات المتحدة، وتوفيت في 28 يونيو 2005 في كوينز في الولايات المتحدة بسبب سرطان القولون.

## وصلات خارجية
- الموقع الرسمي